# Пфафенвајлер
Пфафенвајлер (њем. Pfaffenweiler) општина је у њемачкој савезној држави Баден-Виртемберг. Једно је од 50 општинских средишта округа Брајсгау-Хохшварцвалд. Према процјени из 2010. у општини је живјело 2.530 становника. Посједује регионалну шифру (AGS) 8315089.

## Географски и демографски подаци
Пфафенвајлер се налази у савезној држави Баден-Виртемберг у округу Брајсгау-Хохшварцвалд. Општина се налази на надморској висини од 252 метра. Површина општине износи 3,6 km². У самом мјесту је, према процјени из 2010. године, живјело 2.530 становника. Просјечна густина становништва износи 701 становника/km².

## Међународна сарадња
| Мјесто | Држава | Врста сарадње | Од    |
| ------ | ------ | ------------- | ----- |
|        | САД    | партнерство   | 1985. |
| Извор  |        |               |       |